# 의령중학교
의령중학교(宜寧中學校)는 대한민국 경상남도 의령군 의령읍 동동리에 위치한 공립 중학교이다.

## 학교 연혁
- 1945년 3월 31일 : 의령공립농업전수학교 설립 인가
- 1945년 5월 11일 : 개교
- 1946년 9월 1일 : 의령공립초급중학교로 승격
- 1951년 8월 31일 : 의령중학교로 개칭
- 1974년 12월 16일 : 현 교사로 의령고와 분리 이전
- 1991년 12월 11일 : 3층 24개 교실 완성
- 2006년 9월 20일 : 다목적 강당(홍의관) 개관
- 2008년 3월 1일 : 화정분교장 및 의동분교장 통합
- 2013년 11월 22일 : 급식소(맛누리관) 증축 이전
- 2022년 12월 30일 : 제76회 53명 졸업(총 13.308명)
- 2023년 3월 2일 : 2023학년도 신입생 54명 입학
- 2023년 12월 1일 : 제32대 최진영 교장 부임

## 참고 자료
- 의령중학교 - 한국교육학술정보원 학교알리미